# Whitebeard
Whitebeard (rigtige navn Edward Newgate) er en fiktiv karakter fra mangaen og animeen One Piece. Han er kendt som den pirat, der pt. har størst chance for at finde One Piece.

## Om Whitebeard
Han er kaptajn for en stor piratbande. Han er den eneste mand nogensinde, der har kunnet hamle op med Gold Roger i en kamp og har derfor fået titlen Verdens stærkeste mand. Han kontrollerer en enorm piratflåde (lidt ligesom Don Creeks, men langt mere formidabel) med mindst 4 underdelinger, hvor Monkey D. Luffys bror, Portgas D. Ace, kontrollerer den næststærkeste. 
Whitebeard ser ud til at have helbredsproblemer, hvilket muligvis skyldes hans høje alder eller talrige konfrontationer med andre stærke pirater i hans unge dage. Han er omgivet af sygeplejersker, mens der er sat infusionsslanger fast til ham. Dog drikker han stadig masser af rom; direkte fra tønden. Selv med sine helbredsproblemer er han stadig verdens farligste og stærkeste pirat, hvilket sætter spørgsmål om, hvor stærk han mon kan have været i sin storhedstid.
Der har været mange diskussioner blandt fans om, hvorvidt Whitebeard er en kæmpe. Sandsynligheden er størst for, at han bare er et meget stort menneske, men det vides ikke.

## Rolle i historien
Den eneste gang, vi har set ham, har han modtaget brev fra Shanks den røde leveret af Shanks' nyeste bandemedlem Rockstar. Men han kaster brevet væk uden at læse det og forlanger, at hvis Shanks vil i kontakt, så skal det gøres ansigt til ansigt. Derudover beder han Rockstar om at sige til Shanks, at Shanks skal have en masse sprut med.
Udover sit bekendtskab med Shanks, kender klovnen Buggy også Whitebeard, men Buggy er langt mere bange for ham. Bekendtskabet med Shanks og Buggy stammer fra dengang de begge var under kommando på Gold Roger's skib.
| Anime- eller mangafigur | Spire Denne artikel om en anime- og/eller mangafigur er en spire som bør udbygges. Du er velkommen til at hjælpe Wikipedia ved at udvide den. |